# Tarraconense
La Spagna Tarraconense o Hispania Tarraconensis fu una delle tre province romane, assieme alla Betica e alla Lusitania, in cui venne divisa la Hispania citerior in seguito alla riorganizzazione augustea del 27 a.C.. Prende il nome dalla capitale Tarraco, l'odierna Tarragona.

## Storia

### Istituzione sotto Augusto
La provincia di Hispania Citerior Tarraconensis fu creata sotto il principato di Augusto come diretta continuatrice della provincia repubblicana di Hispania Citerior, che era stata governata da un propretore. Le radici della riorganizzazione augustea della Hispania si ritrovano nella divisione del territorio ispanico da parte di Pompeo Magno tra i suoi tre legati alla fine della Repubblica, immediatamente prima della guerra civile con Giulio Cesare. Come esito degli accordi che portarono alla formazione del primo triumvirato nel 60 a.C., Pompeo aveva ricevuto il governo delle province iberiche. Preferendo rimanere a Roma, dove poteva sovrintendere agli affari della capitale, egli delegò il governo della Hispania a tre legati: Lucio Afranio in Hispania Citerior, con tre legioni; Marco Petreio nella parte orientale della Hispania Ulterior, con due legioni; e Marco Terenzio Varrone nella parte occidentale della Hispania Ulterior, con due legioni.
Al termine delle guerre civili, la divisione di Pompeo fu consolidata da Augusto nel 27 a.C., quando egli istituì formalmente le tre province di Hispania Citerior Tarraconensis, Hispania Ulterior Lusitania (corrispondente al moderno Portogallo esclusa la regione settentrionale dello stato moderno ma inclusa l'Estremadura spagnola) e Hispania Ulterior Baetica (corrispondente alla parte meridionale della Spagna, ossia l'Andalusia). Le prime due province rimasero sempre province imperiali, governate da legati Augusti pro praetore, mentre la Betica, verosimilmente tra il 16 e il 13 a.C., divenne una provincia senatoria, governata da un proconsole di rango pretorio.
La creazione di queste nuove province fu compiuta al fine di facilitare l'incorporazione della porzione nord-occidentale della penisola iberica, abitata da Galleci, Cantabri e Asturi, nell'impero romano. La Tarraconensis servì così come base per l'annessione di questi territori durante le guerre cantabriche (27-19 a.C.). Augusto stesso risiedette dal 27 al 26 a.C. a Segisama (l'attuale Sasamón), e a Tarraco, dove ricevette un'ambasceria dall'India. Durante questo periodo egli era accompagnato dal nipote ed erede Marcello e dal suo figliastro, il futuro imperatore Tiberio: entrambi servirono in qualità di tribuni militum nel 25 a.C. nel conflitto con i Cantabri come primo comando militare.
Il nome della provincia deriva dalla sua capitale, Colonia Urbs Triumphalis Tarraco. I confini provinciali furono modificati attorno al 13 a.C., al fine di incorporare i territori galiziani e asturiani precedentemente appartenuti alla Lusitania (nello specifico, al distretto della Transduriana), come anche l'area mineraria attorno a Castulo (nei pressi dell'attuale Linares) che prima era stata parte della Betica. Questa riorganizzazione significò che tutte le truppe romane di stanza in Hispania sarebbero d'ora in avanti state sotto il comando di un unico legato di base in Tarraconensis e che le principali regioni minerarie, che rifornivano la tesoreria imperiale di metalli preziosi (oro nel massiccio galiziano presso Las Médulas, argento nella Sierra Morena), sarebbero state sotto il controllo diretto dell'amministrazione imperiale, con facile accesso via mare all'Italia e a Roma, dove si trovavano le zecche imperiali.
Oltre a creare le province e a definirne i confini, Augusto seguì le direttive lasciate da Giulio Cesare nel concedere a molte comunità nella provincia lo status privilegiato di colonia o municipium (romani o latini), specialmente lungo la costa del Levante spagnolo, nella parte della Betica trasferita alla Tarraconensis nel 13 a.C., e nella valle dell'Ebro, insieme ad alcune nuove fondazioni nella Meseta e nel nord-est. Augusto inoltre regolarizzò lo status delle altre entità politiche nella provincia, le civitates stipendiariae (comunità soggette a tributo), nei cui affari poteva intervenire direttamente il governatore.

Spagna romana e Tarraconensis durante le guerre cantabriche (29-19 a.C.)
Spagna romana nel 17 a.C.

### Sotto i Giulio-Claudi
La politica di rinnovamento dello status delle comunità fu continuata da Tiberio, che accrebbe il numero di municipia nella parte settentrionale della Meseta.
Tra i regni di Augusto e Nerone, gli interventi imperiali portarono alla regolarizzazione delle vecchie strade pre-romane e alla loro conversione in strade romane, che formarono una struttura di base per il territorio provinciale che metteva i provinciali in contatto con la cultura romana e dava loro accesso a reti economiche altamente sviluppate e ad un'economia monetaria. Iniziarono ad essere importate ceramiche in grandi quantità - sigillata aretina sotto Augusto e Tiberio e sigillata gallica tra Caligola e Vespasiano.
La provincia era di fatto in pace: di conseguenza, fu possibile ridurre progressivamente la guarnigione militare della provincia. Nel 42-43, Claudio trasferì la Legio IIII Macedonica in Germania e Nerone, sotto cui un tentativo di ribellione degli Asturi fu facilmente soppresso da un primipilo della Legio VI Victrix, inviò la Legio X Gemina in Pannonia nel 63.

### L'anno dei quattro imperatori (68-69 d.C.) e i Flavi
Nel 68, Servio Sulpicio Galba, che aveva governato la provincia dal 61, fu invitato da Vindice ad unirsi a lui nella sua ribellione contro Nerone. Quando Galba ricevette la notizia che Nerone aveva deciso di farlo uccidere, egli accettò l'offerta di Vindice, giustificando la decisione, secondo Svetonio, con un vaticinio offerto da un giovane profeta due secoli prima, che predisse che un nuovo sovrano del mondo sarebbe salito al potere a Clunia.
Così, Galba si proclamò imperatore a Clunia. Dopo aver ricevuto il supporto del governatore della Lusitania, Marco Salvio Otone, Galba accrebbe le forze militari della provincia, che consistevano nella Legio VI Victrix, due alae di cavalleria e tre coorti di fanteria, attraverso il reclutamento di vari ausiliari (almeno tre coorti di Vasconi) e della Legio VII Galbiana. Una volta ultimati i preparativi, Galba partì per Roma al fine di prendere il potere. Dopo l'assassinio di Galba, la provincia fu controllata prima da partigiani di Otone, poi di Vitellio, e infine passò sotto il controllo di Vespasiano, primo imperatore della dinastia flavia.
Sotto Vespasiano, sembra essere stato promulgato un editto, forse nel 74, che permetteva a molte delle comunità urbane della provincia di diventare municipia di diritto latino nel corso del regno e di quello dei successori Tito e Domiziano. Vespasiano decise inoltre di mantenere nella provincia una guarnigione militare ridotta, consistente della Legio VII Gemina Felix e le sue unità ausiliarie, che si sarebbe focalizzata principalmente sul dare supporto all'opera del governatore provinciale, ad implementare operazioni di polizia e a supervisionare il lavoro minerario in provincia. Nel 73 Plinio il Vecchio servì da procuratore imperiale nella provincia.

### Riforma dioclezianea
Sotto l'imperatore Diocleziano, nel 293 d.C., l'Hispania Tarraconensis fu divisa in tre province più piccole: Galizia, la Carthaginiensis e la Tarragonese.

Le province spagnole (in verde la Tarraconensis) all'epoca dell'imperatore Caracalla nel 212.
La nuova divisione amministrativa delle province romane spagnole, tra cui quella della Hispania Tarraconensis (nel 293).

### Invasioni barbariche del V secolo
Nel 406 Vandali, Alani e Svevi attraversarono il Reno, invadendo e devastando la Gallia. L'invasione spinse le truppe britanniche a insorgere eleggendo nel breve tempo tre usurpatori, l'ultimo dei quali (Costantino III), detronizzati gli altri due, portò le sue truppe in Gallia per combattere gli invasori del Reno e impadronirsi di Gallia e Spagna sottraendole all'Imperatore legittimo Onorio; fermò temporaneamente i barbari, portando sotto il suo controllo la prefettura del pretorio delle Gallie. Nel frattempo, elevò al rango di Cesare suo figlio Costante, mentre in Spagna due parenti di Onorio si rivoltarono, rifiutandosi di riconoscere l'autorità dell'usurpatore e mettendo insieme un'armata che minacciava di invadere la Gallia e deporlo. Costantino III inviò dunque suo figlio Costante, insieme al generale Geronzio (che Zosimo chiama erroneamente Terenzio) e al prefetto del pretorio Apollinare, nella penisola iberica per sedare la rivolta. Nonostante ai soldati ribelli si fossero aggiunti un'immensa massa di schiavi e contadini, l'esercito di Costante riuscì a sedare la rivolta e a catturare i capi dei ribelli (Vereniano e Didimo, parenti di Onorio), e li condusse prigionieri in Gallia da suo padre, dove furono giustiziati.
Nel frattempo (409), mentre i Burgundi si stanziarono sulla riva sinistra del Reno per dare vita a un loro regno, le incursioni compiute dagli invasori barbari in Gallia spinsero gli abitanti della Britannia e dell'Armorica a rivoltarsi a Costantino III, cacciando i magistrati romani e formando un loro governo autonomo. Costante, nel frattempo, aveva lasciato incautamente il generale Geronzio in Spagna con le truppe galliche affidandogli il compito di sorvegliare i Pirenei, sostituendo dunque con truppe di origini barbariche (gli Honoriaci) i presidi locali che un tempo sorvegliavano i passi. Quando dunque Costante ritornò in Spagna per la seconda volta per governarla come Cesare, Geronzio per brame di potere si rivoltò proclamando a sua volta imperatore un tale Massimo. Sembra inoltre aver istigato i barbari che erano in Gallia ad invadere la Gallia meridionale in modo da tenere occupato Costantino III; tale tentativo di sfruttare i barbari per vincere la guerra civile contro Costantino III risultò tuttavia controproducente e negli ultimi mesi del 409 i Vandali, gli Alani e Svevi, a causa del tradimento o della negligenza del reggimento di origine barbarica degli Honoriaci a presidio dei Pirenei, entrarono in Spagna, sottomettendola per la massima parte.
Nel 409, dunque, la Tarraconense fu invasa da Vandali, Alani e Svevi, che tuttavia la abbandonarono per stanziarsi nelle altre province della Hispania. La Tarraconense fu quindi l'unica provincia della Hispania a rimanere in mani romane, anche se al di fuori dal controllo dell'Imperatore Onorio, dato che era sotto il controllo dell'usurpatore Massimo e del suo generale Geronzio. Sia Costantino III che Massimo vennero però sconfitti dal generale Costanzo, che riportò la Gallia e l'Hispania sotto il controllo di Onorio.
Costanzo combatté i Visigoti in Gallia, bloccando i rifornimenti in modo da spingerli a migrare in Tarraconense. Nel 416 fu raggiunto un accordo tra Romani e Visigoti: se i Visigoti avessero combattuto per l'Impero contro i Barbari in Spagna, i Visigoti si sarebbero stanziati in Aquitania come Foederati. Tra il 416 e il 418 i Visigoti annientarono Silingi e Alani in Betica, Lusitania e Cartaginense, riportando sotto dominio romano queste province, per poi ritirarsi dalla Spagna ricevendo, come promesso, l'Aquitania.
Nel 441, 443 e 449 scoppiarono gravi rivolte di Bagaudi nella Tarraconense costringendo gli eserciti romani a intervenire per sedare tali rivolte:
[Anno 443] Merobaude, genero di Asturio, magister utriusque militiae, è inviato per sostituirlo... Durante la sua breve permanenza reprime l’insolenza dei Bagaudi Aracellitani... viene richiamato a Roma per ordine dell'Imperatore.

[Anno 449] I Bagaudi condotti dall'audace Basilio, uccisero un esercito di barbari al servizio di Roma, radunati dentro la chiesa di Tarazona... Rechiario [re degli Svevi]... saccheggia, in concerto con Basilio, la regione Cesareaugustana. Prende la città di Lérida facendo prigionieri numerosi abitanti.»
(Idazio, Cronaca, anni 441, 443, 449.)
Nel frattempo l'influenza visigota sulla Spagna si accresceva sempre di più. Fino alla campagna contro gli Svevi di Vito (446), i Visigoti avevano sempre preso parte alle campagne contro Vandali e Svevi nella penisola iberica come contingenti ausiliari comandati da generali romani; invece, a partire dal 453/454, anno in cui Federico - fratello del re visigoto - sedò un'insurrezione di Bagaudi nella Tarraconense, i Visigoti cominciarono ad agire in Spagna sotto i loro stessi comandanti, essendo stato delegato ad essi dai Romani il compito di mantenere l'autorità romana nella penisola. Nel 455 la Tarraconense, insieme alla Cartaginense, venne devastata dagli Svevi; il nuovo imperatore Avito, un gallo-romano di classe alto-senatoria acclamato imperatore ad Arelate con il sostegno militare dei Visigoti, inviò dunque in Spagna i Visigoti per difendere le province ispaniche in nome di Roma: i Visigoti, però, se riuscirono ad annientare gli Svevi, saccheggiarono il territorio ispanico e se ne impadronirono a scapito dei Romani. Inviso alla classe dirigente romana e all'esercito d'Italia per la sua gallica estraneità, contro Avito si rivoltarono i generali dell'esercito italico Ricimero, nipote del re visigoto Vallia, e Maggioriano, che, approfittando dell'assenza dei Visigoti, partiti per la Spagna per combattere gli Svevi, lo sconfissero presso Piacenza nel 456 e lo deposero. Il vuoto di potere creatosi alimentò le tensioni separatiste nei vari regni barbarici che si stavano formando.
Visigoti e Burgundi si rivoltarono non riconoscendo Maggioriano come imperatore: i Burgundi occuparono Lione e la Valle del Rodano, mentre i Visigoti si rifiutarono di riconsegnare la diocesi di Spagna che avevano conquistato a nome dell'Impero. Maggioriano condusse il suo esercito in Gallia, sconfiggendo i Visigoti e costringendoli a ritornare nella condizione di foederati e di riconsegnare la diocesi di Spagna, che Teodorico aveva conquistato tre anni prima a nome di Avito. Dopo aver sconfitto anche i Burgundi e pacificata la Gallia, Maggioriano marciò dunque in Spagna in vista di una spedizione militare contro i Vandali: mentre Nepoziano e Sunierico sconfiggevano i Suebi a Lucus Augusti e conquistavano Scallabis in Lusitania, l'imperatore passò da Caesaraugusta (Saragozza), dove fece un adventus imperiale formale, e aveva raggiunto la Cartaginense, quando la sua flotta, attraccata a Portus Illicitanus (vicino ad Elche), fu distrutta per mano dei Vandali, forse con la complicità di alcuni traditori. Maggioriano, privato di quella flotta che gli era necessaria per l'invasione, annullò l'attacco ai Vandali e si mise sulla via del ritorno: quando ricevette gli ambasciatori di Genserico, accettò di stipulare la pace, che probabilmente prevedeva il riconoscimento romano dell'occupazione de facto della Mauretania da parte vandala. Al suo ritorno in Italia, venne assassinato per ordine di Ricimero nell'agosto 461. La morte di Maggioriano significò la definitiva perdita della Spagna a favore dei Visigoti: infatti, dopo il ritiro dalla Spagna di Maggioriano, nessun altro ufficiale romano è attestato nelle fonti nella penisola iberica, rendendo evidente che dopo il 460 la Spagna non faceva più - di fatto - parte dell'Impero.
La Tarraconense resistette agli assalti dei Visigoti fino al 473, allorché Tarragona e le città limitrofe capitolarono ai generali visigoti.

La Spagna agli inizi del V secolo, dopo la conquista di Vandali, Suebi e Alani (nel 409-429)
La Spagna dei Visigoti e dei Suebi (nel 455)

## Geografia ed organizzazione politica

### Confini ed estensione
Alla sua massima estensione, la provincia copriva circa due terzi della penisola iberica. I Pirenei a nord formavano il confine con la Gallia. Il confine con la Lusitania a sud-ovest andava da Cale (l'attuale Porto) lungo il fiume Duero e poi il fiume Tormes. Il confine con la Betica andava da Castulo (nei pressi dell'attuale Linares) e, passando per Acci (Guadix), arrivava alla baia di Almería.
Con una superficie di circa 380.000 km2 e una popolazione stimata di 3-3,5 milioni (con una densità media di 8-9 persone/km2), al momento della sua fondazione, la provincia era probabilmente la più grande dell'impero romano. Da qui venivano esportati soprattutto legname, cinabro, oro, ferro, stagno, piombo, ceramica, marmo, vino e olio di oliva.

### Organizzazione amministrativa
Sotto Augusto, la Tarraconensis era provincia imperiale come la Lusitania, mentre la Betica era provincia senatoria. A differenza delle altre due province spagnole, di rango pretorio, la Tarraconensis era affidata ad un legatus Augusti pro praetore di rango consolare, sebbene vi siano, nella prima età augustea, due casi di legati di rango pretorio, verosimilmente a causa della mancanza di consolari sufficienti. La capitale era la colonia di Tarraco. All'epoca di Augusto, la provincia era presidiata da tre legioni, successivamente ridotte a due da Claudio e a una da Vespasiano.
A causa delle dimensioni della provincia, tra i regni di Tiberio (più probabilmente) e Claudio, essa fu divisa in sette conventus iuridici, ciascuno amministrato da un legatus iuridicus nominato direttamente dall'imperatore. Questi conventus erano:

Mappa dei conventus iuridici della Hispania romana.

- Tarraconensis, con capitale Colonia Urbs Triumphalis Tarraco (Tarragona);
- Carthaginensis, con capitale Colonia Carthago Nova (Cartagena);
- Caesaraugustanus, con capitale Colonia Caesar Augusta (Saragozza);
- Cluniensis, con capitale Colonia Clunia Sulpicia (Coruña del Conde);
- Asturum, con capitale Municipium Asturica Augusta (Astorga);
- Lucensis, con capitale Lucus Augusti (Lugo);
- Bracarum, con capitale Municipium Bracara Augusta (Braga).

In ognuna delle capitali dei conventus vi erano un centro del culto imperiale, dedicato al genius Augusti e agli imperatori divinizzati, con sacerdoti propri, il flamen e la flaminica Augusti, che erano scelti tra le élite delle comunità privilegiate della provincia (coloniae e municipia). Ogni anno, queste sceglievano uno di loro come flamen e flaminica (non necessariamente sposati) del culto imperiale per l'intera provincia, i quali svolgevano le loro funzioni nel foro provinciale a Tarraco.

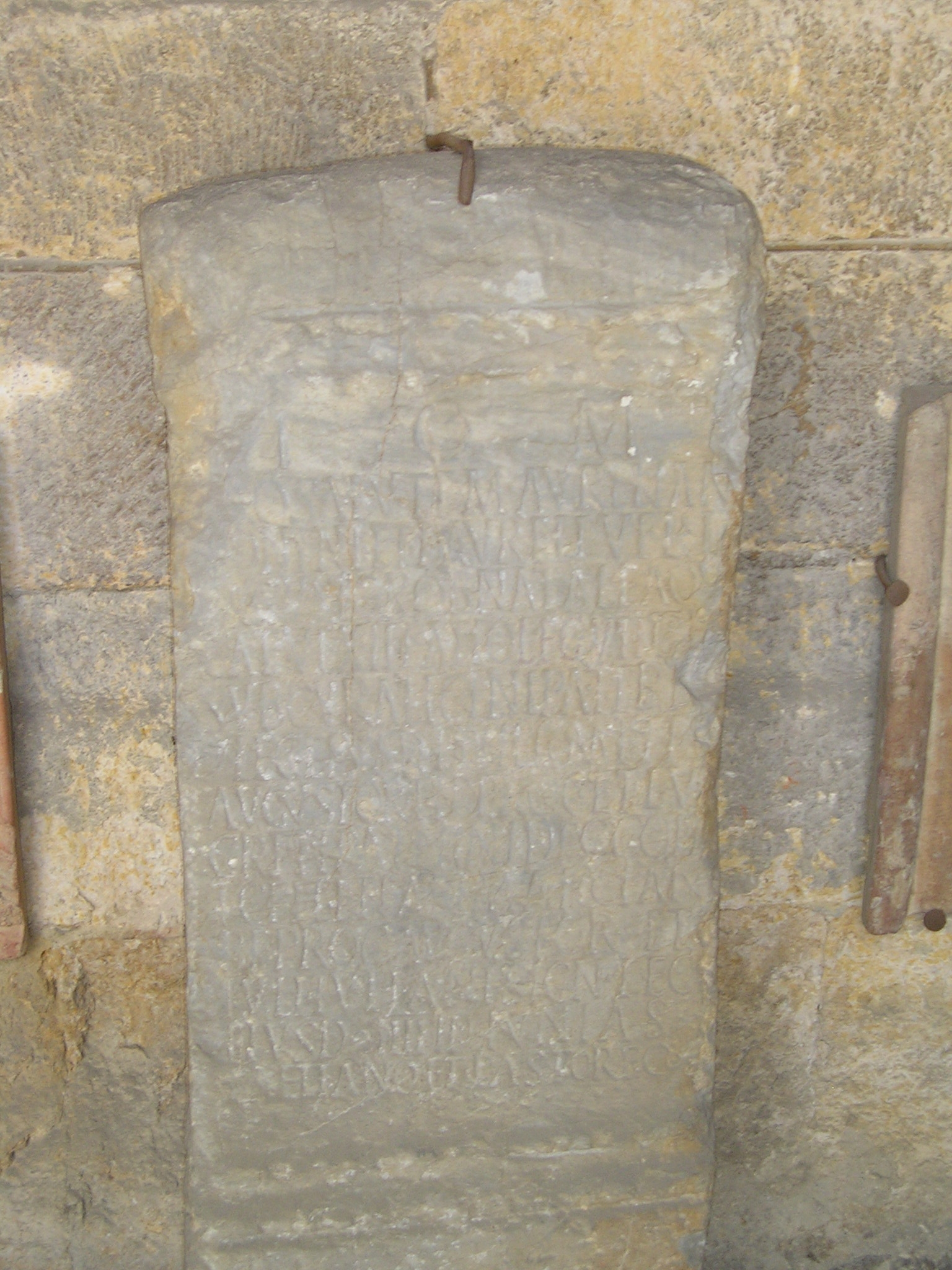
(163 d.C.): iscrizione votiva in onore di Giove da parte della Legio VII Gemina pro salute degli imperatori Marco Aurelio e Lucio Vero che include tra i dedicatari il procurator metallorum, un liberto imperiale di nome Hermes.

L'amministrazione fiscale della Tarraconensis ricadeva per lo più nelle mani di un procurator Augusti, nominato direttamente dall'imperatore e scelto tra le file dell'ordine equestre. Questo procurator aveva la propria base nella capitale provinciale e amministrava la riscossione delle tasse per l'intera provincia. Ciononostante, dal tardo I secolo o dagli inizi del II secolo dopo Cristo, le miniere d'oro nella parte nord-occidentale della provincia furono amministrate da un procuratore separato, il procurator metallorum, di norma un liberto imperiale con base ad Asturica Augusta (Astorga). Questi procuratori rendevano conto direttamente all'imperatore, non al governatore provinciale, sebbene in pratica entrambi dovessero collaborare con l'amministrazione provinciale.

### Struttura urbana
Il livello più basso dell'amministrazione nelle province erano le città (civitates), organizzate politicamente come coloniae e municipia o in modo tradizionale, mantenendo istituzioni precedenti alla conquista romana ma operanti sotto la diretta supervisione dei governatori provinciali. Queste comunità - sia romane sia indigene - godevano generalmente di un alto livello di autonomia, amministrandosi da sole senza eccessivi interventi dei governatori. Col tempo le comunità indigene tendevano ad adattare le loro istituzioni di autogoverno al modello romano di coloniae e municipia. La principale differenza tra i due tipi di comunità era l'applicazione della legge romana: per i cittadini di coloniae e municipia essa era obbligatoria, mentre per i non Romani era opzionale, ad eccezioni di casi di interazioni con le autorità imperiali e con singoli cittadini romani, nei quali la legge romana prevaleva sui sistemi legali locali.
Secondo Strabone, Plinio il Vecchio (che fu procurator della provincia) e Claudio Tolomeo, vi era un considerevole numero di città in Tarraconensis, specialmente nella valle dell'Ebro e sulla costa mediterranea, ma meno numerose erano nel nord e nel nord-ovest, lungo la costa cantabrica e in Galizia.
Ad eccezione delle comunità sulle Isole Baleari, Plinio afferma che:
(Plinio il Vecchio, Naturalis historia, III, 4, 18.)
Tutti gli abitanti liberi di coloniae romane avevano la cittadinanza romana. Le coloniae della provincia, istituite da Cesare, il secondo triumvirato o Augusto, come anche i municipia appartenevano alla tribù Galeria, ad eccezione di Caesaraugusta, facente parte della tribù Aniensis. Tutti gli uomini liberi che servissero da magistrati municipali (duoviri o aediles) nei municipia ottenevano la cittadinanza romana, assegnati alla tribù Quirina.
Secondo Plinio il Vecchio, l'imperatore Vespasiano estese la cittadinanza latina a tutti gli altri abitanti di Hispania: ciò significava che essi avevano il permesso legale di condurre affari sotto la legge romana (ius commercii) e di sposare donne romane (ius connubii). La datazione di questa concessione è discussa: è forse da far risalire a poco dopo la sua ascesa al potere nel 69 o nel 74. La concessione di questo diritto fu usata da molte comunità tributarie e subordinate della Tarraconensis per diventare municipia, come ad esempio Nova Augusta (Lara de los Infantes), Bergidum Flavium (Torre del Bierzo), Segovia (Segovia), e Aquae Flaviae (Chaves).
Le città principali della provincia erano:
| Nome         | Nome moderno        | Status     | Fondazione              |
| ------------ | ------------------- | ---------- | ----------------------- |
| Tarraco      | Tarragona           | colonia    | Giulio Cesare e Augusto |
| Barcino      | Barcellona          | colonia    | Giulio Cesare e Augusto |
| Iesso        | Guissona            | municipium | dinastia flavia         |
| Aeso         | Isona i Conca Dellà | municipium | dinastia flavia         |
| Iulia Libica | Llívia              | municipium | Giulio Cesare           |
| Ausa         | Vic                 | municipium | Augusto                 |
| Baetulo      | Badalona            | municipium | Augusto                 |
| Iluro        | Mataró              | municipium | Giulio Cesare           |
| Emporiae     | Empúries            | colonia    | Giulio Cesare           |
| Gerunda      | Gerona              | municipium | Augusto                 |
| Dertosa      | Tortosa             | municipium | Augusto                 |
| Valentia     | Valencia            | municipium | Augusto                 |
| Saguntum     | Sagunto             | municipium | Giulio Cesare           |
| Edeta        | Llíria              | municipium | Augusto                 |

| Nome             | Nome moderno        | Status       | Fondazione          |
| ---------------- | ------------------- | ------------ | ------------------- |
| Ilerda           | Lleida              | municipium   | Augusto             |
| Osca             | Huesca              | municipium   | Augusto             |
| Iaca             | Jaca                | municipium ? | ?                   |
| Labitolosa       | La Puebla de Castro | municipium   | dinastia flavia     |
| Caesaraugusta    | Saragozza           | colonia      | Augusto             |
| Augusta Bilbilis | Calatayud           | municipium   | Augusto             |
| Turiaso          | Tarazona            | municipium   | Augusto             |
| Celsa            | Velilla de Ebro     | colonia      | secondo triumvirato |
| Bursau           | Borja               | municipium   | dinastia flavia     |
| Arcobriga        | Monreal de Ariza    | ?            | ?                   |
| Osicerda         | La Puebla de Híjar  | municipium   | Augusto             |
| Segontia         | Sigüenza            | municipium   | dinastia flavia     |
| Pompaelo         | Pamplona            | municipium   | Giulio Cesare       |
| Cara             | Santacara           | ?            | ?                   |
| Andelos          | Mendigorría         | ?            | ?                   |
| Vareia           | Logroño             | municipium   | Augusto             |
| Tritium Magallum | Tricio              | municipium   | dinastia flavia     |
| Libia            | Herramélluri        | municipium ? | dinastia flavia ?   |
| Graccurris       | Alfaro              | municipium   | Augusto             |
| Cascantum        | Cascante            | municipium   | Augusto             |
| Calagurris       | Calahorra           | municipium   | Giulio Cesare       |
| Oiasso           | Irun                | municipium ? | ?                   |
| Veleia           | Iruña de Oca        | municipium   | Augusto             |
| Ercavica         | Cañaveruelas        | municipium   | Augusto             |
| Complutum        | Alcalá de Henares   | municipium   | Augusto             |

| Nome          | Nome moderno        | Status       | Fondazione        |
| ------------- | ------------------- | ------------ | ----------------- |
| Carthago Nova | Cartagena           | colonia      | Giulio Cesare     |
| Saetabi       | Xàtiva              | municipium   | Augusto           |
| Illici        | Elche               | colonia      | Augusto           |
| Dianum        | Dénia               | municipium   | Augusto           |
| Lucentum      | Alicante            | municipium   | Augusto           |
| Toletum       | Toledo              | municipium   | Augusto           |
| Begastri      | Cehegín             | municipium ? | dinastia flavia ? |
| Libisosa      | Lezuza              | colonia      | Augusto           |
| Salaria       | Úbeda               | colonia      | Augusto           |
| Sisapo        | Almodóvar del Campo | municipium   | Augusto           |
| Ilugo         | Venta de San Andrés | municipium   | dinastia flavia   |
| Castulo       | Linares             | municipium   | Giulio Cesare     |
| Acci          | Guadix              | colonia      | Augusto           |
| Valeria       | Valeria             | municipium   | Augusto           |
| Titulciam     | Titulcia            | municipium   | dinastia flavia   |
| Segobriga     | Saelices            | municipium   | Augusto           |

| Nome                             | Nome moderno                    | Status                  | Fondazione          |
| -------------------------------- | ------------------------------- | ----------------------- | ------------------- |
| Flaviobriga                      | Castro-Urdiales                 | colonia                 | Vespasiano          |
| Portus Victoriae Iuliobrigensium | Santander o Santoña             | municipium ?            | dinastia flavia     |
| Portus Blendium                  | Suances                         | municipium ?            | ?                   |
| Iuliobriga                       | Retortillo                      | municipium              | dinastia flavia     |
| Clunia                           | Peñalba de Castro               | municipium, poi colonia | Tiberio; Vespasiano |
| Occilis                          | Medinaceli                      | municipium ?            | dinastia flavia     |
| Numantia                         | Garray                          | municipium ?            | dinastia flavia     |
| Termentia                        | Montejo de Tiermes              | municipium              | Tiberio             |
| Uxama Argaela                    | El Burgo de Osma                | municipium              | Tiberio             |
| Augustobriga                     | Muro de Ágreda                  | municipium ?            | dinastia flavia ?   |
| Palantia                         | Palencia                        | municipium ?            | dinastia flavia ?   |
| Pintia                           | Padilla de Duero                | municipium ?            | ?                   |
| Intercatia                       | Montealegre de Campos           | municipium ?            | dinastia flavia ?   |
| Albocela                         | Villalazán                      | municipium ?            | Augusto ?           |
| Septimanca                       | Simancas                        | ?                       | ?                   |
| Rauda                            | Roa                             | municipium ?            | dinastia flavia ?   |
| Deobrigula                       | Tardajos                        | municipium              | dinastia flavia ?   |
| Virovesca                        | Briviesca                       | municipium ?            | ?                   |
| Deobriga                         | Miranda de Ebro                 | municipium ?            | Augusto ?           |
| Segisama Iulia                   | Sasamón                         | municipium              | dinastia flavia     |
| Nova Augusta                     | Lara de los Infantes            | municipium              | dinastia flavia     |
| Cauca                            | Coca                            | municipium              | dinastia flavia     |
| Confluenta                       | Duratón                         | municipium              | dinastia flavia     |
| Segovia                          | Segovia                         | municipium              | dinastia flavia     |
| Brigeco                          | Dehesa de Morales de las Cuevas | municipium              | dinastia flavia     |

| Nome                | Nome moderno         | Status       | Fondazione        |
| ------------------- | -------------------- | ------------ | ----------------- |
| Gigia               | Gijón                | municipium ? | dinastia flavia ? |
| Lucus Asturum       | Lugo de Llanera      | ?            | ?                 |
| Flavionavia         | Pravia ?             | municipium ? | dinastia flavia ? |
| Asturica Augusta    | Astorga              | municipium ? | Augusto ?         |
| Castrum Legionis    | León                 | ?            | ?                 |
| Lancia              | Villasabariego       | municipium   | dinastia flavia   |
| Bedunia             | San Martin de Torres | ?            | ?                 |
| Bergidum Flavium    | Cacabelos            | municipium   | dinastia flavia   |
| Interamnium Flavium | Bembibre             | municipium   | dinastia flavia   |
| Petavonium          | Rosinos de Vidriales | municipium ? | ?                 |

| Nome               | Nome moderno | Status       | Fondazione      |
| ------------------ | ------------ | ------------ | --------------- |
| Ardobicum Coronium | La Coruña    | municipium   | dinastia flavia |
| Flavium Brigantium | Betanzos ?   | municipium   | dinastia flavia |
| Iria Flavia        | Padrón       | municipium   | dinastia flavia |
| Vico Spacorum      | Vigo         | municipium   | dinastia flavia |
| Lucus Augusti      | Lugo         | municipium ? | Augusto ?       |

| Nome                 | Nome moderno   | Status       | Fondazione      |
| -------------------- | -------------- | ------------ | --------------- |
| Municipium Limicorum | Xinzo de Limia | municipium   | dinastia flavia |
| Bracara Augusta      | Braga          | municipium ? | Augusto ?       |
| Aquae Flaviae        | Chaves         | municipium   | dinastia flavia |
| Cale, Portum Cale    | Oporto         | municipium ? | ?               |

### Guarnigioni militari romane
Al fine di garantire ordine e sicurezza nella provincia dopo le guerre cantabriche (27-19 a.C.), tre legioni furono stanziate nella provincia: la legio VI Victrix di base a Castrum Legionis (León) fino al suo trasferimento in Germania inferior in occasione della rivolta di Giulio Civile (69 d.C.); la legio X Gemina, di base a Petavonium (Rosinos de Vidriales) fino al trasferimento in Pannonia nel 63 d.C.; e la legio IIII Macedonica, di base a Pisoraca (Herrera de Pisuerga) fino al trasferimento in Germania nel 43 d.C.
Queste legioni erano supportate da varie unità ausiliarie, come l'ala Parthorum e la Cohors IV Gallorum, ma è assai difficile definire con certezza luogo e datazione delle loro basi nella penisola.
Nel 68 d.C., Galba rimosse la legio VI Victrix, due alae di cavalleria e tre coorti di fanteria. Per rinforzare queste truppe, fu reclutata una nuova legione, la futura legio VII Gemina (Galbiana) e un certo numero di simili unità ausiliarie, in particolare le cohortes di Vasconi, ma tutte queste unità accompagnarono Galba quando egli invase l'Italia per prendere il trono imperiale.
Nel 69 d.C., Vitellio ordinò che la legio X Gemina fosse inviata nella penisola iberica, accompagnata dalla legio I Adiutrix. Non si sa con esattezza dove esse avessero le basi: queste potevano essere in Betica e nella parte sud-orientale della Tarraconensis per prevenire una possibile invasione dal Nord Africa, controllato da Lucio Clodio Macro. Ad ogni modo, entrambe le legioni e la legio VI Victrix abbandonarono Vitellio e dichiararono il loro sostegno a Vespasiano, che rapidamente le inviò in Germania inferior per sopprimere la rivolta di Giulio Civile.
Successivamente, nel 74 d.C., Vespasiano ordinò che la legio VII Gemina fosse di presidio a Castrum Legionis nel sito del vecchio accampamento della legio VI Victrix. La legio VII Gemina continuò a presidiare la provincia fino all'inizio del V secolo.
La legio VII Gemina inviava vexillationes in varie parti delle province spagnole: a Tarraco, al servizio del governatore della Tarraconensis; ad Augusta Emerita, al servizio del governatore di Lusitania; nell'area mineraria attorno a Birgidum (El Bierzo) per supervisionare l'estrazione dei minerali e il loro trasporto; nell'area mineraria nel Portogallo settentrionale, per supervisionare l'estrazione dell'oro e il suo trasporto; a Tritium Magallum (Tricio), per amministrare il portorium di questo centro di produzione fittile; a Lucus Augusti (Lugo), per amministrare il portorium; a Segisama (Sasamón), presso la statio, per controllare la strada verso Burdigala (Bordeaux).
Nell'ultimo quarto del I secolo d.C. al più tardi, ormai cinque unità ausiliarie della legio VII Gemina erano di stanza nella provincia: l'ala II Flavia Hispanorum civium Romanorum, ala di cavalleria di base a Petavonium (Rosinos de Vidriales); la cohors I Celtiberorum Equitata civium Romanorum, una cohors di cavalleria di base a Municipium Flavium Brigantia (Sobrado dos Monxes); la cohors I Gallica Equitata civium Romanorum, di base a Pisoraca (Herrera de Pisuerga); la cohors III Lucensium, di base a Lucus Augusti (Lugo); e la cohors II Gallica, di base in luogo ignoto.
Questo assetto durò dal II secolo fino al V secolo, con una guarnigione massima di truppe romane nella provincia mai superiore a 7712 soldati.